# Al-Kurajja
Al-Kurajja (arab. ‏القريا‎) – miasto w Syrii, w muhafazie As-Suwajda. W 2004 roku liczyło 6789 mieszkańców.

## Historia
Zachodni uczony Josias Leslie Porter utożsamił al-Qurayya z biblijnym „Kerioth”, o którym wspomina Jeremiasz jako jedno z miast na równinie Moabu. Prorok Amos napisał, że „pożre pałace Kariotu”. Miasto jest później wspomniane w IV wieku n.e. jako „Koreath”, wioska należąca do Bosry w rzymskiej prowincji Arabia Petraea. Jednakże ten „Koreat” utożsamiano również z pobliskim pałacem Ein Qarata na południe od równiny Lejat. Na ulicach i alejkach całej wsi znajdowały się pozostałości kilku kolumn. Na jednym z kamieni odnaleziono grecki napis datowany na 296 rok n.e.

### Okres osmański
W 1596 roku al-Qurayya pojawił się w osmańskich rejestrach podatkowych jako część nahiya Bani Nasiyya w Qada z Hauranu. Miał całkowicie muzułmańską populację składającą się z 65 gospodarstw domowych i 36 kawalerów. Podatki płacono od pszenicy, jęczmienia, upraw jarych, drzew owocowych i innych.
W 1810 roku al-Kurajja liczyło kilka rodzin druzyjskich i było główną wioską na obszarach na południe i południowy zachód od Ara w Jabal al-Arab. W latach 1830–1840 wpływowy klan al-Atrasz wybrał tę wioskę na swoją główną rezydencję. Zostało im przyznane przez pierwotnych druzyjskich władców wioski, klan al-Hamdan. W tym czasie nadal było ono przedmiotem najazdów beduińskich nomadów. W kwietniu 1838 roku, kiedy młodzi druzyjscy bojownicy z al-Kurajja stawiali czoła egipskiej armii Ibrahima Paszy, wioska została splądrowana, a kilku jej mieszkańców zginęło w napadzie szejka Ibn Sumayra i jego plemienia Beduinów „Anza”. Dalsze poważne naloty na al-Kurajję miały miejsce w latach 1842 i 1846.
Dopiero w latach pięćdziesiątych XIX wieku zakorzeniła się względna stabilność. W 1852 roku al-Kurajja, ówczesna siedziba Ismaila al-Atrasza, stała się siedzibą druzyjskiego ruchu oporu przeciwko osmańskiemu dekretowi o poborze do wojska. Według Portera, który odwiedził al-Kurajja w 1853 roku, wioska skurczyła się z jednego z głównych miast równiny Hauran do małej wioski. Wiele domów zostało zbudowanych ze starożytnych materiałów. Jej wodzem w latach pięćdziesiątych XIX wieku był Sami Faruq Pasza al-Atrasz, najpotężniejszy druzyjski szejk w Hauranie. W latach 1856–57 al-Kurajja służyło jako baza dla Druzów w ich ofensywie przeciwko muzułmańskim wioskom Hauran.

### Okres mandatu francuskiego
Władze Mandatu Francuskiego zbombardowały al-Kurajja i zniszczyły dom jego szejka, sułtana Paszy al-Atrasza w starciu w 1921 roku.
Podczas Wielkiej Rewolty Syryjskiej w latach 1925–27, której przewodził sułtan al-Atrasz, Al-Kurajja służyła jako główne miejsce spotkań szejków z lokalnych klanów rebeliantów.

## Znani ludzie
- Mansur al-Atrasz
- Sultan al-Atrasz